# America (Prince)
America è un singolo del cantautore statunitense Prince, realizzato con il gruppo The Revolution e pubblicato nel 1985. Il brano è stato estratto dall'album Around the World in a Day.

## Tracce
- 7"

1. America
2. Girl

## Classifiche
| Classifica (1985) | Posizione massima |
| ----------------- | ----------------- |
| Belgio (Fiandre)  | 35                |
| Stati Uniti       | 46                |
| Stati Uniti (R&B) | 35                |